# Брусов Євгеній Іванович
Євгеній Іванович Брусов (нар. 1922 — пом. ?) — радянський футболіст та тренер, виступав на позиції захисника. Також займався хокеєм з шайбою.

## Кар'єра гравця
Футбольну кар'єру розпочав 1944 року в челябинському «Тракторі». З 1945 року виступав разом з «Трактором» виступав у другій групі. У 1946 році команда змінила назву на «Дзержинець». 
З 1947 до 1953 року Брусов грав за харківський «Локомотив». Перші два роки клуб виступав у другій групі, потім, у 1949 році, «Локомотив» отримав право грати в першій групі. Всього в чемпіонаті СРСР провів 25 матчів.

## Кар'єра трнера
По завершенні кар'єри гравця спробував розпочати тренерську діяльність. З 20 липня 1957 року по 27 серпня 1958 року працював головним тренером жовтоводського «Авангарду».